# 1%ui eotteon geot (serial telewizyjny 2003)
1%ui eotteon geot (hangul: 1%의 어떤 것) – południowokoreański serial telewizyjny emitowany na antenie MBC. Powstał na podstawie powieści o tym samym tytule autorstwa Hyun Go-woon.
Serial był emitowany od 6 lipca do 28 grudnia 2003 roku, w niedziele o 9:50, liczy 26 odcinków. Główne role odgrywają w nim Gang Dong-won oraz Kim Jung-hwa.

## Obsada

### Główna
- Gang Dong-won jako Lee Jae-in
- Kim Jung-hwa jako Kim Da-hyun
- Han Hye-jin jako Yoo Hyun-jin
- Lee Byung-wook jako Min Tae-ha
- Kim Ji-woo jako Lee Jae-young
- Kim Seung-min jako Kim Hyung-joon

### W pozostałych rolach
Rodzina Da-hyun
- Kim Young-ran jako Jung Mi-jung, matka
- Choi Sang-hoon jako Kim Jin-man, ojciec
- Kyung Joon jako Kim Seo-hyeon, starszy brat
- Heo Jung-min jako Kim Jun-hyeon, młodszy brat

Rodzina Jae-ina
- Byun Hee-bong jako Lee Kyu-chul, dziadek
- Lee Hee-do jako Kim Dong-suk, sekretarz
- Oh Mi-yun jako Yum Sun-hee, matka
- Kim Chung jako Lee Soo-young, ciotka, matka Tae-ha
- Jun In-taek jako Min Hyuk-joo, wujek, ojciec Tae-ha

Inni
- Choi Min-soo
- Yoo Gun
- Jung Min-ah
- Ahn Jung-yoon
- Wang Ji-hye jako Han Joo-hee
- Kim Min-kyung
- Jo Jung-eun